# Ciclismo ai Giochi della XXVIII Olimpiade - Inseguimento individuale femminile
Le gare di Inseguimento individuale femminile dei Giochi della XXVIII Olimpiade furono corse dal 21 al 22 agosto all'Athens Olympic Sports Complex, in Grecia. La medaglia d'oro fu vinta dalla neozelandese Sarah Ulmer.
Vide la partecipazione di 12 atlete.

## Risultati

### Round di qualificazione
Il round di qualificazione vide le dodici partecipanti gareggiare una contro l'altra in gare da due. Le atlete con i migliori otto tempi passarono al turno successivo.
Nota: DNF ritirato, DNS non partito, DSQ squalificato, WR record del mondo.
| Manche | Atleta               | Tempo    | Pos. | Note  |
| ------ | -------------------- | -------- | ---- | ----- |
| 1      | Lenka Valova         | 3'54"372 | 11   |       |
| 1      | Evelyn Garcia        | 3'56"055 | 12   |       |
| 2      | María Luisa Calle    | 3'35"430 | 9    |       |
| 2      | Erin Mirabella       | 3'36"992 | 10   |       |
| 3      | Katherine Bates      | 3'31"236 | 4    | Q     |
| 3      | Emma Davies          | 3'35"069 | 7    | Q     |
| 4      | Elena Chalykh        | 3'33"709 | 5    | Q     |
| 4      | Karin Thürig         | 3'34"746 | 6    | Q     |
| 5      | Katie Mactier        | 3'29"945 | 2    | Q     |
| 5      | Leontien van Moorsel | 3'30"422 | 3    | Q     |
| 6      | Sarah Ulmer          | 3'26"400 | 1    | Q, WR |
| 6      | Ol'ga Sljusareva     | 3'35"177 | 8    | Q     |

### Primo turno
Il primo turno vide l'accoppiamento delle atlete in base ai tempi del turno precedente, quindi la prima contro l'ottava e così via. Le vincitrici di ogni gara passarono al turno finale: le vincitrici con i due migliori tempi si affrontarono per l'oro e le restanti due per il bronzo.
Nota: DNF ritirata, OVL sorpassata
| Manche | Atleta               | Tempo    | Pos. | Note |
| ------ | -------------------- | -------- | ---- | ---- |
| 1      | Katherine Bates      | 3'34"743 | 4    | Q    |
| 1      | Elena Chalykh        | 3'36"422 | 7    |      |
| 2      | Leontien van Moorsel | 3'28"747 | 3    | Q    |
| 2      | Karin Thürig         | 3'34"831 | 5    |      |
| 3      | Katie Mactier        | 3'28"095 | 2    | Q    |
| 3      | Emma Davies          | OVL      | 8    |      |
| 4      | Sarah Ulmer          | 3'27"444 | 1    | Q    |
| 4      | Ol'ga Sljusareva     | 3'36"263 | 6    |      |

### Turno finale
Le due atlete con i migliori tempi del secondo turno si affrontarono per la medaglia d'oro, mentre le altre due per il bronzo.
Gara per l'oro
Nota: WR record del mondo.
| Pos. | Atleta        | Tempo    | Note |
| ---- | ------------- | -------- | ---- |
| 1    | Sarah Ulmer   | 3'24"437 | WR   |
| 2    | Katie Mactier | 3'27"650 |      |

Gara per il bronzo
| Pos. | Atleta               | Tempo    | Note |
| ---- | -------------------- | -------- | ---- |
| 3    | Leontien van Moorsel | 3'27"037 |      |
| 4    | Katherine Bates      | 3'31"715 |      |